# Renault Celtaquatre
O Renault Celtaquatre foi um carro compacto produzido pelo fabricante francês Renault entre 1934 e 1938. A montadora francesa inspirou-se no estilo dos carros americanos da época. Por causa de sua silhueta arredondada foi lhe dado o apelido de "Celtaboule" ("Celtaball").